# 伊琳娜·茨維拉
伊琳娜·沃洛迪米里芙娜·茨維拉（羅馬化：Iryna Volodymyrivna Tsvila；1969年4月29日—2022年2月25日），筆名琳扎（烏克蘭語：Лінза，「鏡頭」之意），烏克蘭作家、退伍軍人、教師、公共活動家和攝影師。她在2022年俄羅斯入侵烏克蘭的時候接受徵召抵抗俄羅斯的基輔攻勢。茨維拉在戰役中陣亡，留下「誰願意來幫忙防禦基輔？」的遺言。

## 生平
伊琳娜·茨維拉生於1969年，2014年成為烏克蘭特種警察巡邏隊基輔警察團的前身「一月營」的成員。退伍後，她成為一名作家和教師，是极右翼政黨全烏克蘭聯盟「自由」的成員。著有《戰爭之聲》、《退伍軍人故事》等，《Girls cutting their locks》一书中描写了伊琳娜·茨維拉在战争期间的生活和感悟，该书曾獲得舍甫琴科獎。

## 事蹟
2022年，俄羅斯入侵烏克蘭，茨維拉受徵召重返軍隊抵抗俄羅斯的基輔攻勢，她在2022年2月25日於伊爾平被敵方坦克襲擊陣亡，在社交媒體留下「誰願意來幫忙防禦基輔？」的遺言。

## 榮譽
烏克蘭總統弗拉基米爾·澤連斯基因茨維拉在「捍衛烏克蘭國家主權和領土完整中表現出的個人勇氣和無私行動，以及對軍事誓言的忠誠」，追授其烏克蘭三級勇氣勳章。
- 烏克蘭三級勇氣勳章[4]